# Исковое заявление
Исково́е заявление — документ, внешняя форма выражения иска.

## Требования предъявляемые к исковому заявлению
Форма и содержание устанавливаются в статьях 131 и 132 Гражданского процессуального Кодекса РФ:
- наименования суда, в который подаётся заявление;
- наименование истца, его место жительства или, если истцом является организация, её юридический адрес, а также наименование представителя и его адрес, если заявление подаётся представителем;
- наименование ответчика, его место жительства или, если ответчиком является организация, её юридический адрес;
- в чём заключается нарушение либо угроза нарушения прав, свобод или законных интересов истца и его требования;
- обстоятельства, на которых истец основывает свои требования, и доказательства, подтверждающие эти обстоятельства;
- цена иска, если он подлежит оценке, а также расчёт взыскиваемых или оспариваемых денежных сумм;
- сведения о соблюдении досудебного порядка обращения к ответчику, если это установлено федеральным законом или предусмотрено договором сторон;
- перечень прилагаемых к заявлению документов[3].

В заявлении могут быть указаны номера телефонов, факсов, адреса электронной почты истца, его представителя, ответчика и иные сведения позволяющие должным образом своевременно известить участников процесса о времени и месте судебного заседания.
В исковом заявлении, предъявляемом прокурором в защиту интересов Российской Федерации, субъектов Российской Федерации, муниципальных образований или в защиту прав, свобод и законных интересов гражданина или неопределённого круга лиц (п. 3 ст.35 ФЗ «О прокуратуре РФ»; ст. 45 ГПК РФ), должно быть указано, в чём конкретно заключаются их интересы России, субъектов Федерации, муниципальных образований или неопределённого круга лиц, какое право нарушено, а также должна содержаться ссылка на подлежащий применению закон или иной нормативный правовой акт, предусматривающая способы защиты этих интересов. В случае обращения прокурора в защиту законных интересов гражданина в заявлении должно содержаться обоснование невозможности предъявления иска самим гражданином. Так как прокурор не является истцом, а только вступает в защиту, то в исковом заявлении обязательно указание лица, в интересах которого прокурором предъявляется исковое заявление.
Исковое заявление подписывается истцом или его представителем при наличии у него полномочий на подписание заявления и предъявление его в суд. В случае подачи иска, содержащего ходатайство о его обеспечении, путём заполнения формы на официальном сайте суда в Интернете, он подписывается усиленной квалифицированной электронной подписью (ч.4 ст.131 ГПК РФ).
Несоответствие формы и содержания, установленным ГПК РФ, влечёт отказ в принятии искового заявления (ст. 134 ГПК РФ), его возврат (ст. 135 ГПК РФ) или оставление без рассмотрения (ст.136 ГПК РФ).
Документы, прилагаемые к исковому заявлению
Перечень приложений к исковому заявлению установлен статьёй 132 ГПК РФ:
- копии искового заявления в количестве ответчиков и третьих лиц;
- документ, подтверждающий уплату государственной пошлины, если уплата таковой предусмотрена;
- доверенность или иной документ, удостоверяющие полномочия представителя истца;
- документы, подтверждающие обстоятельства, на которых истец основывает свои требования, копии этих документов для ответчиков и третьих лиц, если копии у них отсутствуют;
- доказательство, подтверждающее выполнение обязательного досудебного порядка урегулирования спора, если такой порядок предусмотрен федеральным законом или договором;
- расчёт взыскиваемой или оспариваемой денежной суммы, подписанный истцом, его представителем, с копиями в соответствии с количеством ответчиков и третьих лиц[3][2].